# Fahd Al-Mesmary
Fahd Talal Saad Mohamed (en arabe : فهد المسماري), né le 10 juin 2004 en Libye, est un footballeur international libyen évoluant au poste d'attaquant au Club Africain et en équipe nationale de Libye.

## Biographie

### Jeunesse et formation
Fahd Al-Mesmary commence sa carrière au sein du club libyen Al-Ahly SC, où il est promu en équipe première lors de la saison 2020-2021.

### Carrière en club
Après avoir joué pour Al-Ahly SC, il rejoint le FK Sutjeska Nikšić au Monténégro pour la saison 2022-2023. Bien qu'il ait disputé 14 matchs, il n'a pas marqué de but durant cette période. En janvier 2024, il retourne en Libye pour jouer avec Al-Tahaddy SC.
En janvier 2025, Fahd Al-Mesmary signe avec le prestigieux Club Africain en Tunisie pour un contrat de trois ans et demi,.

### Carrière internationale
Fahd Al-Mesmary est convoqué pour la première fois en équipe nationale libyenne en 2023 pour un match contre la Guinée équatoriale. Depuis, il est régulièrement appelé pour représenter son pays dans les compétitions internationales.

## Style de jeu
Fahd Al-Mesmary est décrit comme un attaquant polyvalent avec une vision étendue du jeu et une excellente condition physique. Ses performances lui ont valu d'être remarqué par plusieurs clubs internationaux.

## Statistiques
| Saison      | Club               | Championnat | Matchs | Buts |
| ----------- | ------------------ | ----------- | ------ | ---- |
| 2022-2023   | FK Sutjeska Nikšić | Monténégro  | 14     | 0    |
| Depuis 2025 | Club Africain      | Tunisie     | --     | --   |

- Dernière mise à jour : janvier 2025.